# Šarišské Dravce
Šarišské Dravce (Hongaars: Daróc) is een Slowaakse gemeente in de regio Prešov, en maakt deel uit van het district Sabinov.
Šarišské Dravce telt 1.254 inwoners.